# Posto di movimento Caselle
Il posto di movimento Caselle è stato un posto di movimento situato al chilometro 97+813 della ferrovia Bologna-Verona verso nord di Isola della Scala.

## Storia
La stazione venne aperta al traffico nel 1941. È stata chiusa al servizio viaggiatori poi trasformata in posto di movimento successivamente dismessa.